# Андонов, Методи
Методи Георгиев Андонов (болг. Методи Георгиев Андонов; 16 марта 1932, Калиште, Болгария — 12 апреля 1974, София) — болгарский режиссёр театра и кино, педагог. Заслуженный артист Народной Республики Болгарии (1967).

## Биография
1955 году окончил отделение театральной режиссуры Национальной академии театрального и киноискусства «Кръстьо Сарафов» (ВИТИЗ).
Работал театральным режиссёром в Бургасе. Позже преподавал режиссуру в альма матер.
В 1960—1970 годах — режиссёр столичного государственном Театра Сатиры, где поставил множество замечательных спектаклей. Ныне камерный зал в Театре Сатиры «Алеко Константинов» носит имя М. Андонова. Работал на телевидении.
Настоящая слава пришла к нему как кинорежиссёру. Дебют в кино М. Андонова — «Белая стая» (1968), снятый чёрно-белый художественный фильм, получивший признание как у кинокритиков, так и у зрителей.
Ряд лет сотрудничал с известным болгарским писателем и киносценаристом Богомилом Райновым, в сотрудничестве с которым снял остросюжетные фильмы про разведчиков «Что может быть лучше плохой погоды» (1970) и «Большая скука» (1973), также ставшие киноклассикой Болгарии.
Автор культового исторического фильма болгарского кинематографа «Козий рог» (1972).
Умер внезапно при невыясненных обстоятельствах.

## Фильмография
- «Белая комната» (1968)
- «Что может быть лучше плохой погоды» (1971)
- «Козий рог» (1972)
- «Большая скука» (1973)

## Награды
- Заслуженный артист НРБ
- Гран-при «Золотая роза» в Варне
- Первый приз на кинофестивале в Дели
- награды кинофестивалей в Варне, Карловы Вары, Чикаго, Сантарен (Португалия)